# Eucalyptus halophila
Eucalyptus halophila (D.J.Carr & S.G.M.Carr, 1980) è un albero appartenente alla famiglia delle Myrtaceae, endemico del sud-est dell'Australia.

## Descrizione
Può raggiungere i 4 metri di altezza e il suo portamento è noto come mallee: ogni pianta produce diversi fusti che partono da un lignotubero. Le foglie sono ellittico-lanceolate e misurano 5-8 cm (con un picciolo di meno di 1 cm) e la corteccia è marrone-grigiastra. Le infiorescenze sono ombrelle che portano fino a sette fiori bianchi. Fiorisce tra febbraio e marzo.

## Distribuzione e habitat
È una specie tipica delle coste dei laghi salati, diffusa principalmente nei dintorni di Esperance; il suo areale è comunque piuttosto frammentato.

## Conservazione
La lista rossa IUCN ha classificato questa specie come "vulnerabile" nel 2019 perché ha un areale ristretto e frammentato e perché le sue popolazioni, pur essendo stabili al momento della valutazione, hanno attraversato momenti di declino in passato da cui non si sono riprese.